# Caitlin Fitzgerald

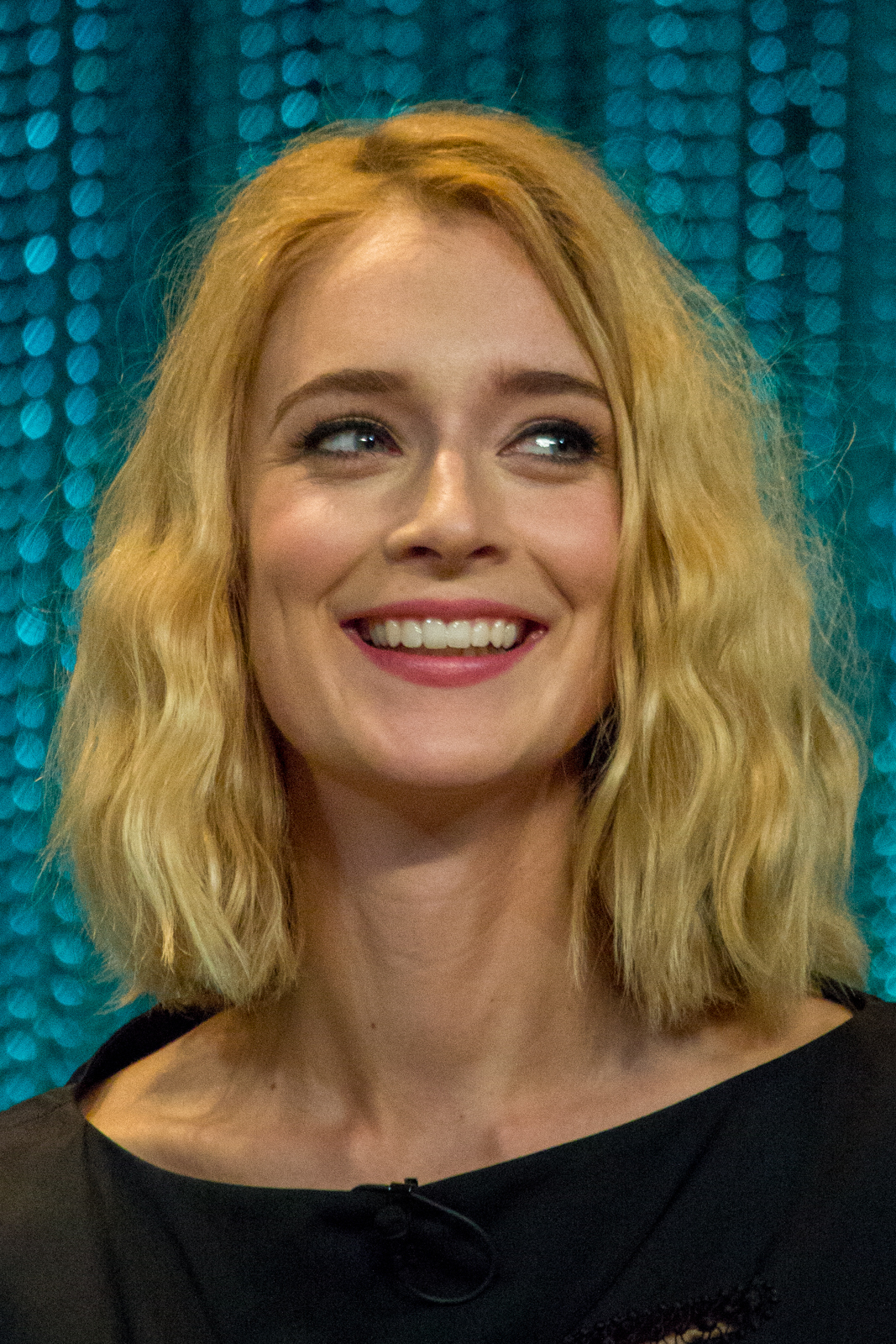
Caitlin Fitzgerald (2014)

Caitlin Fitzgerald (* 25. August 1983 in Camden, Maine) ist eine US-amerikanische Schauspielerin und Filmproduzentin.

## Leben und Karriere
Caitlin Fitzgerald wurde als Tochter von Desmond 'Des' FitzGerald, dem Gründer der Ducktrap River Fish Farm Inc. und ehemaligem CEO der ContiSea, und Pam Allen, der Besitzerin von Quince & Co, in Camden geboren. Sie hat einen jüngeren Bruder, sowie zwei Halbbrüder. Ihr Großvater ist Desmond Fitzgerald, ein ehemaliger CIA-Officer. Ihre Tante ist die US-amerikanische Journalistin und Pulitzer-Preisträgerin Frances Fitzgerald. Fitzgerald studierte an der Concord Academy in Massachusetts und an der New York University. Des Weiteren besuchte sie auch die Royal Academy of Dramatic Art in London.
Caitlin Fitzgerald trat schon in diversen Filmen auf, so zum Beispiel in Taking Woodstock (2009), Wenn Liebe so einfach wäre (2009) und Newlyweds (2011). In Like the Water (2012) spielte sie nicht nur einen der Hauptcharaktere, sondern war Co-Autorin des Drehbuchs. Außerdem hatte sie Auftritte in den Fernsehserien Law & Order: Special Victims Unit, Mercy, How to Make It in America und Blue Bloods – Crime Scene New York. Auch war sie 2011 in drei Folgen der The-CW-Serie Gossip Girl zu sehen. Seit 2013 verkörperte sie die Rolle der Libby Masters in der von Showtime produzierten Serie Masters of Sex. Die Serie endete 2016.
Im Jahr 2012 gab Fitzgerald ihr Debüt als Filmproduzentin zum Film Like the Water, welcher auf einer wahren Begebenheit beruht. Häufiger lässt sie sich in Filmproduktionen auch unter der alternativen Schreibweise Caitlin FitzGerald erwähnen.

## Filmografie (Auswahl)
- 2008: A Jersey Christmas
- 2008: Law & Order: Special Victims Unit (Fernsehserie, Folge 10x07)
- 2009: Taking Woodstock
- 2009: Mercy (Fernsehserie, Folge 1x03)
- 2009: Wenn Liebe so einfach wäre (It’s Complicated)
- 2009: Love Simple
- 2009: My Last Day with You
- 2010: How to Make It in America (Fernsehserie, Folge 1x03)
- 2010: Blue Bloods – Crime Scene New York (Blue Bloods, Fernsehserie, Folge 1x10)
- 2011: Gossip Girl (Fernsehserie, 3 Folgen)
- 2011: Algebra in Love (Damsels in Distress)
- 2011: Newlyweds
- 2012: Like the Water (auch Buch)
- 2012: The Fitzgerald Family Christmas
- 2013: Mutual Friends
- 2013–2016: Masters of Sex (Fernsehserie, 46 Folgen)
- 2014: Adult Beginners – Erwachsenwerden für Anfänger (Adult Beginners)
- 2015: Manhattan Romance
- 2015: The Walker (Fernsehserie, 2 Folgen)
- 2016: Always Shine – Freunde für immer … (Always Shine)
- 2016: New Girl (Fernsehserie, Folge 5x20)
- 2016: Mercy
- 2016: Rectify (Fernsehserie, 7 Folgen)
- 2017: This Is Your Death
- 2017: A Little Something for Your Birthday
- 2017: Code Black (Fernsehserie, 2 Folgen)
- 2017: Happy Birthday – Ein Geburtstag zum Verlieben (All I Wish)
- 2018: UnREAL (Fernsehserie, 10 Folgen)
- 2018–2019: Sweetbitter (Fernsehserie, 13 Folgen)
- 2018: The Man Who Killed Hitler and Then The Bigfoot
- 2018–2019: Succession (Fernsehserie, 8 Folgen)
- 2020: The Trial of the Chicago 7
- 2021–2022: Station Eleven (Fernsehserie, 4 Folgen)
- 2022: Inventing Anna (Fernsehserie, 3 Folgen)
- 2022: Our Time (Fernsehfilm)
- 2024: Verloren in der Wildnis (Lost on a Mountain in Maine)
- 2025: Solange wir lügen (We Were Liars, Fernsehserie)